# 690

## Догађаји
- Краља Освина од Кента свргнуо је Вихтред, брат покојног краља Едрика од Кента, после двогодишње владавине. Он заузима своје земље северно од реке Темзе, у знак освете Источним Саксонцима.
- 16. октобар – Ву Зетиан је дошла на трон династије Танг и прогласила се за владара Кинеског царства. Она постаје прва и једина жена "цар" у 5.000 година кинеске историје. Током своје владавине она уздиже статус будизма изнад таоизма.
- Вилиброрд, англосаксонски мисионар, путује из Јорка са 12 бенедиктинских монаха у Весткапелле, (модерна Холандија) да христијанизује паганске Фризе.
- 19. септембар – Теодор из Тарса, стар 88 година, умире у Кентерберију. Наследио га је Берхтвалд као 9. кентерберијски надбискуп.

## Рођења
- Википедија:Непознат датум — Пелајо, оснивач Астурије (†737.)